# Villaggio del Sole
Il Villaggio del Sole è un quartiere di Vicenza, esempio di architettura del '900.
Nella sua forma arrotondata, ripete l'impronta quasi circolare delle mura che rinchiudono il centro storico della città e che all'interno, a loro volta, contengono le mura più antiche, a forma perfettamente circolare di Vicenza. Anche il Villaggio del Sole contiene al suo interno un prezioso manufatto circolare: la chiesa, capolavoro di Ortolani, Musmeci, Cattaneo 
Come Vicenza è stata chiamata Città d'autore dal poeta Diego Valeri per la presenza del Palladio, così il Villaggio del Sole è stato chiamato Un quartiere d'autore per la capacità di concertazione del capo progettista architetto Sergio Ortolani.
Il Villaggio del Sole sorge a km 1,3 fuori Porta Santa Croce, il varco delle mura cittadine da cui esce l'antica strada per Rovereto (TN), la SS. 46, e entra il fiume più importante della città, il Bacchiglione. A nord-ovest, dove il fiume e la strada incontrano Monte Crocetta, lì sorge il quartiere.
È un quartiere di edilizia pubblica, costruito dall'INA Casa nel 1960 comprendente 13 edifici abitativi, nove a 5 piani, tre a 4 piani e uno a 3 piani per 526 alloggi. Al centro, disegnato a ellisse dalla via C. Colombo, si trovano edifici bassi, d'uso collettivo: la chiesa, il centro sociale, la scuola primaria e l'edificio delle opere parrocchiali.

## Il nome

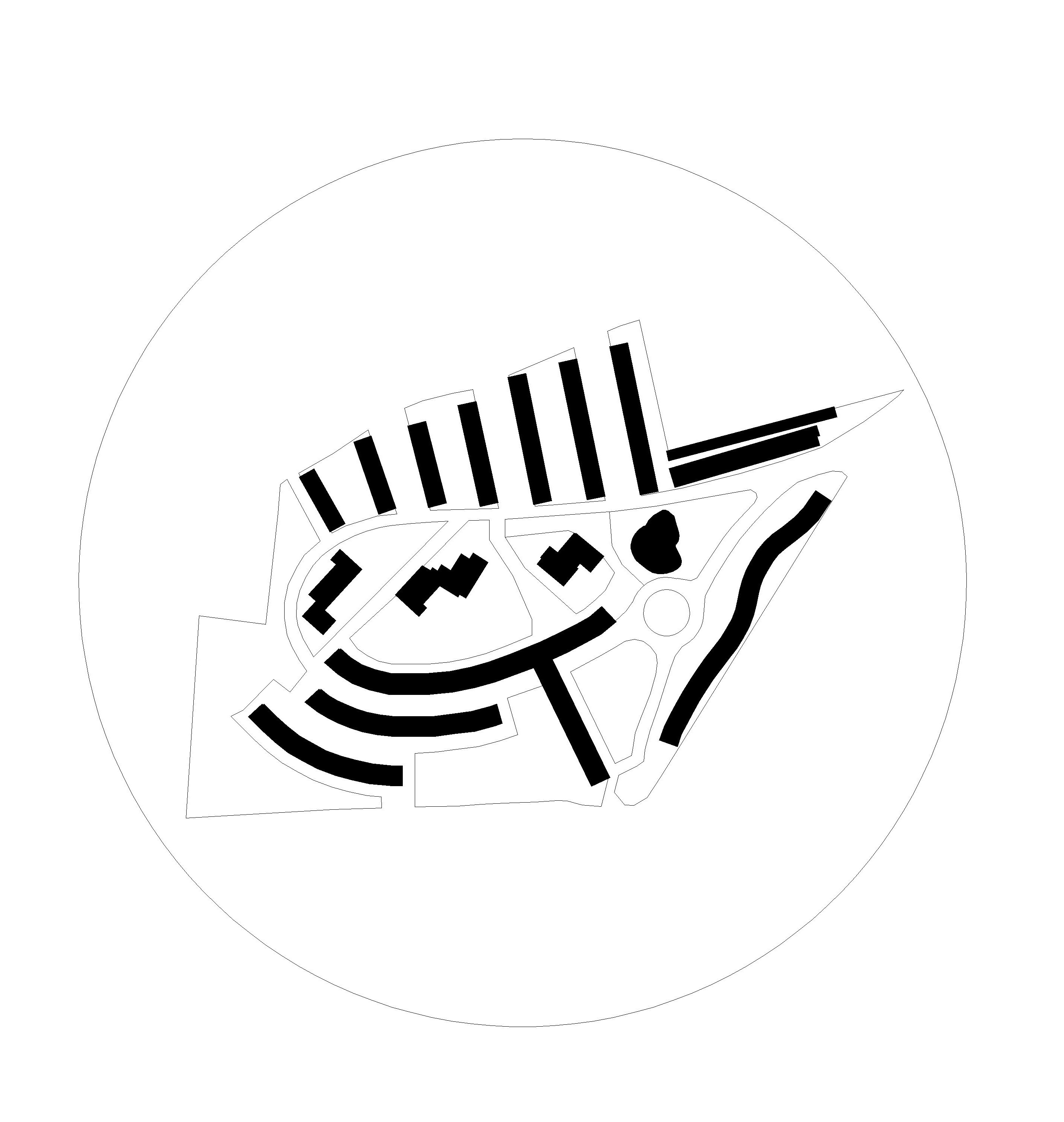
Mappa stilizzata

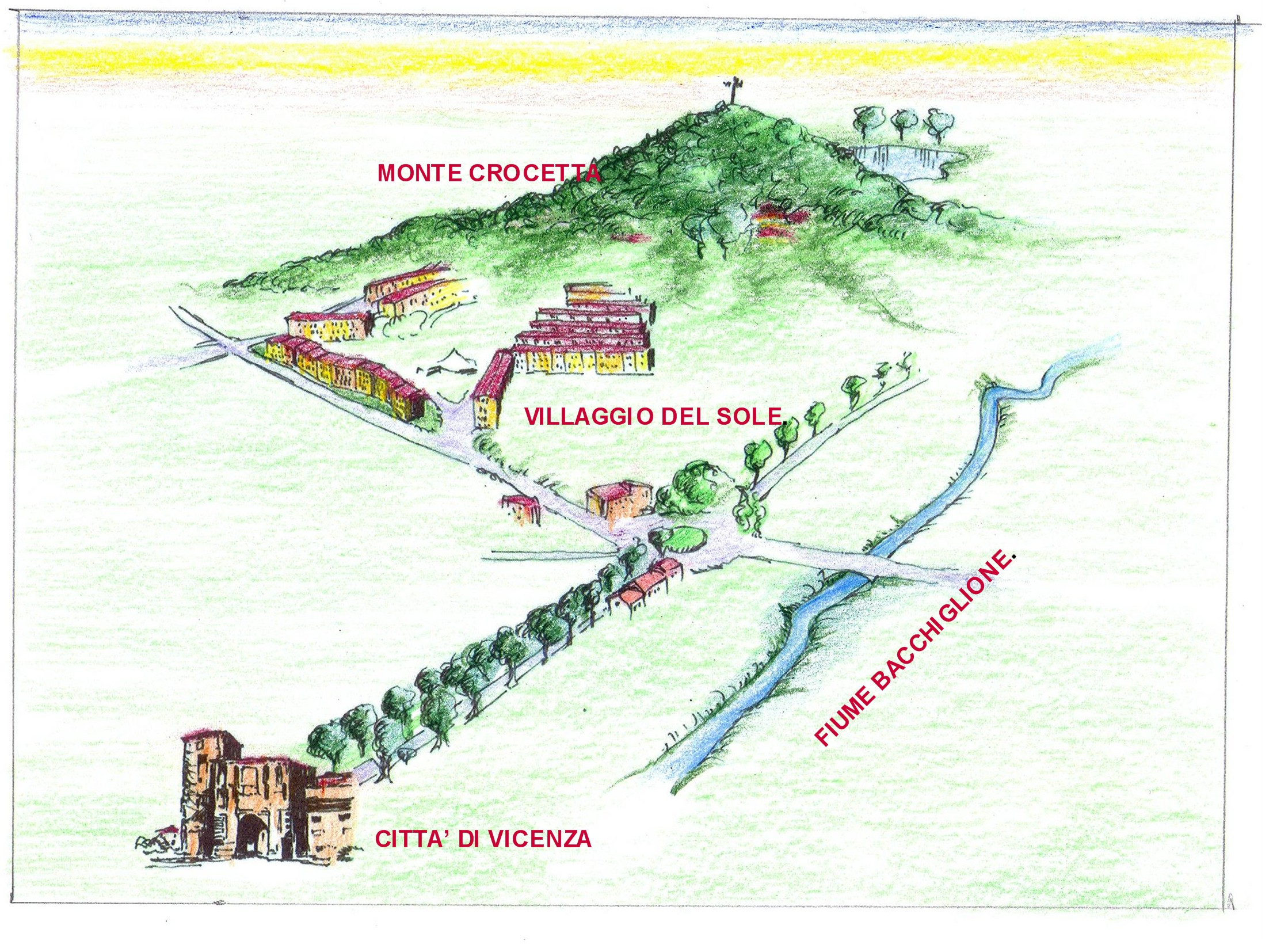
Disegno di Carlo Gastaldon

Il nome indicato dai progettisti in tutti i loro disegni e plastici "Città del Sole, villaggio satellite di Vicenza" non può non richiamare l'agile libretto La città del sole in cui Campanella descrisse la sua repubblica felice. La ricerca di un'armonia nuova tra uomo e natura, tra società e mondo anima l'opera di Tommaso Campanella e sembra evidenziare l'orizzonte a cui tende l'atteggiamento culturale dei progettisti. La scelta di impostare una certa tipologia di edifici, a pettine a nord e in linea curva sul fronte opposto, è strategica e fondamentale per strutturare la relazione tra natura e costruzioni. Altri fanno discendere il nome del quartiere dalla Villa del Sole, che da Monte Crocetta domina il quartiere. Trattasi di Villa Rota Barbieri (del '300), già adibita a solarium nella prima metà del '900.

## Origine del quartiere
Il Villaggio del Sole ha avuto origine da una volontà politica precisa che si è materializzato sotto le mani esperte di un gruppo di professionisti affermati. 
L'intenzione iniziale, dare un'abitazione e un quartiere moderno ai lavoratori, è ancor oggi visibile perché incorporata nella forma del quartiere, intatto dalle origini. Nella tavola centrale del PRG Marconi (1959), l'ambito del Villaggio del Sole è rappresentato da una campitura uniforme (zona soggetta a Piano particolareggiato); per la maggior parte dei quartieri in formazione, invece, Marconi non rinunciava a applicare le regole sintetizzate nella legenda a “fisarmonica”: densità, distacchi, altezze, rapporti. Si sono così formati due ambienti urbani molto diversi: da un lato il “Villaggio” come attuazione pubblica di un'idea di città “moderna” (la città nel parco) e salubre (secondo la migliore tradizione dei regolamenti d'igiene), luogo nel quale gli abitanti diventeranno comunità; dall'altro i quartieri “privati” nei quali gli isolati delineati dalla trama viaria del PRG, sono stati gradualmente saturati dalla libera iniziativa edilizia privata, lotto dopo lotto, recinzione dopo recinzione, generando quella periferia senza soluzione di continuità che costituisce il carattere identificativo di gran parte delle città italiane.
Vedere l'ortofoto del Villaggio del Sole fa capire quanto lungimirante sia stata la progettazione di questo quartiere negli anni Sessanta; solo confrontando l'edificazione di quartieri limitrofi edificati successivamente si ha la chiara percezione come il Villaggio sia stato pensato in stretto dialogo con la collina di Monte Crocetta con aree verdi che penetrano fino al centro del quartiere costituendo, oggi, veri e propri corridoi ecologici in “continuum” con il verde naturale collinare.

## Progettisti
Di seguito l'elenco dei progettisti:
- Antonio Cattaneo (Vicenza 1901-1977), laurea in ingegneria civile a Padova 1924
- Sergio Ortolani (Roma 1913-1984), laurea in architettura a Roma 1936
- Tullio Panciera (Vicenza 1920-2000), laurea in architettura a Milano 1947
- Renzo Todesco (Bassano 1920-1994), laurea in ingegneria idraulica a Padova 1946
- Paolo Grazioli (Verona 1924-2011), laurea in ingegneria civile e idraulica a Padova 1948
- Sergio Musmeci (Roma 1926-1981), laurea in ingegneria civile a Roma 1948
- Gino Ferrari (Bassano 1927-1998), laurea in architettura a Venezia 1953

## Relazioni con l'ambiente, l'edificato e la comunità degli abitanti
Nell'opinione di diversi studiosi l'ambiente e la forma fisica del costruito sono stati fattori di promozione della coesione sociale tra gli abitanti/assegnatari e questi hanno risposto con la custodia dell'edificato, l'apertura al verde, alla ‘natura’. Forma fisica e forma della comunità sono state e sono oggi in positiva relazione/influenza.

## Riconoscimenti
Nel 1963 al progetto venne assegnato il Premio di Architettura per il Veneto, assegnato dall'Istituto Nazionale di Architettura.

## Galleria d'immagini

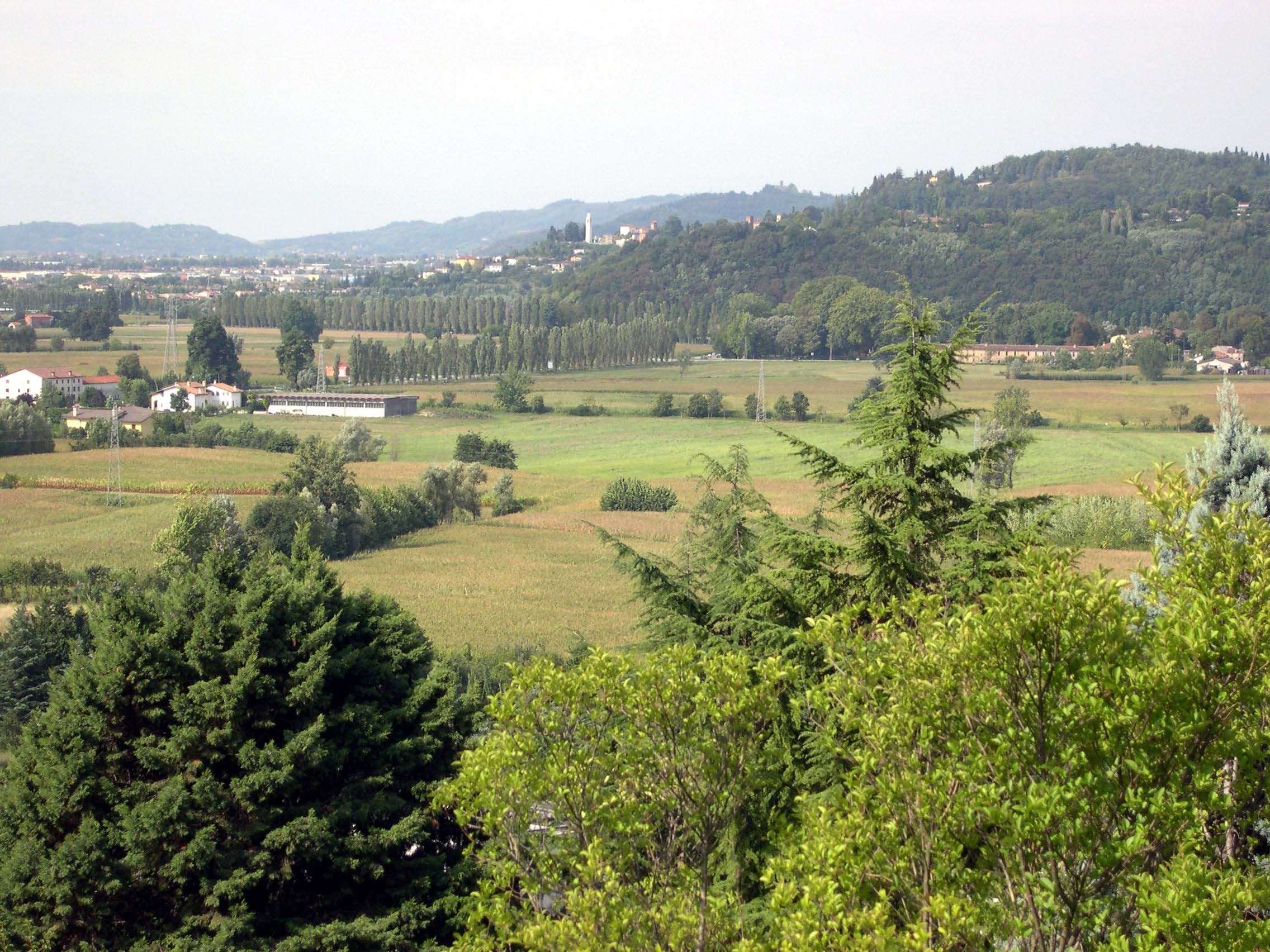
Campagna nei dintorni
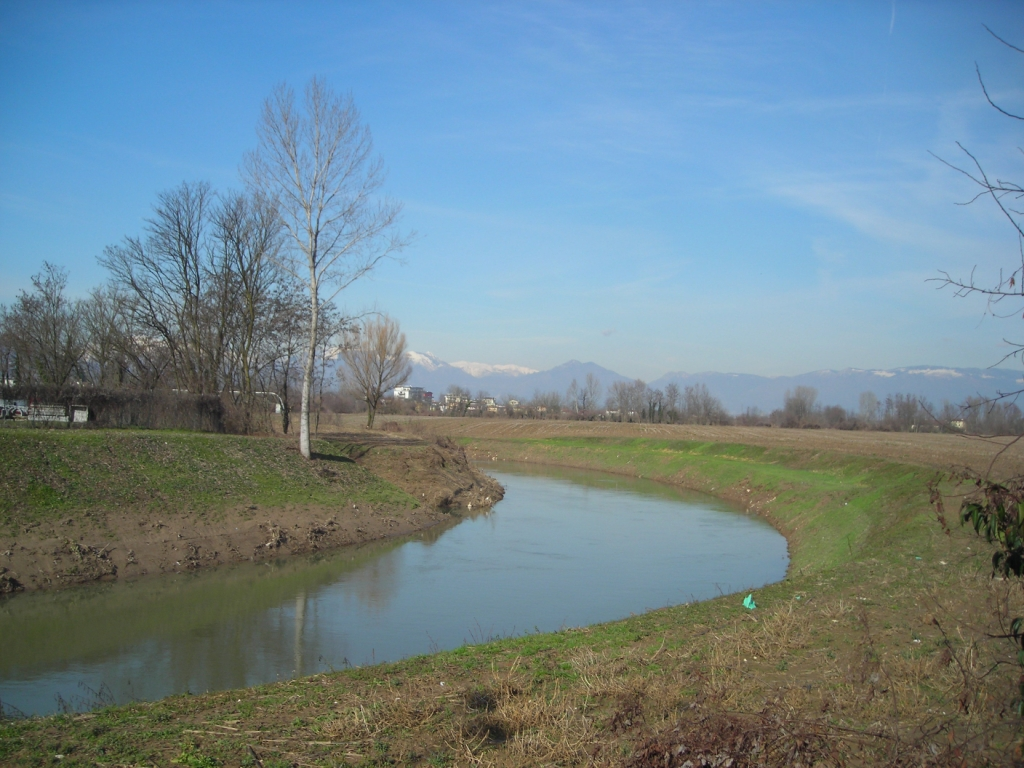
Il vicino Bacchiglione
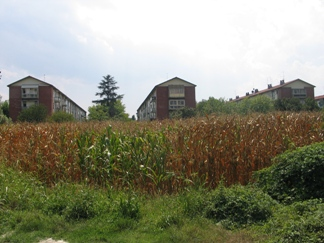
Il Villaggio visto dai campi
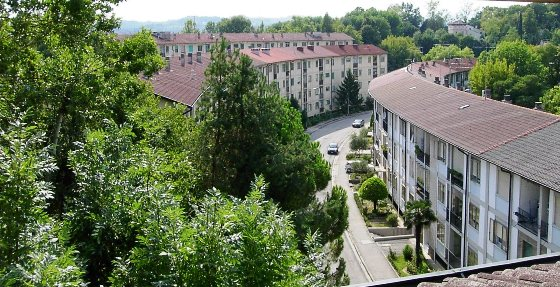
Il verde penetra all'interno
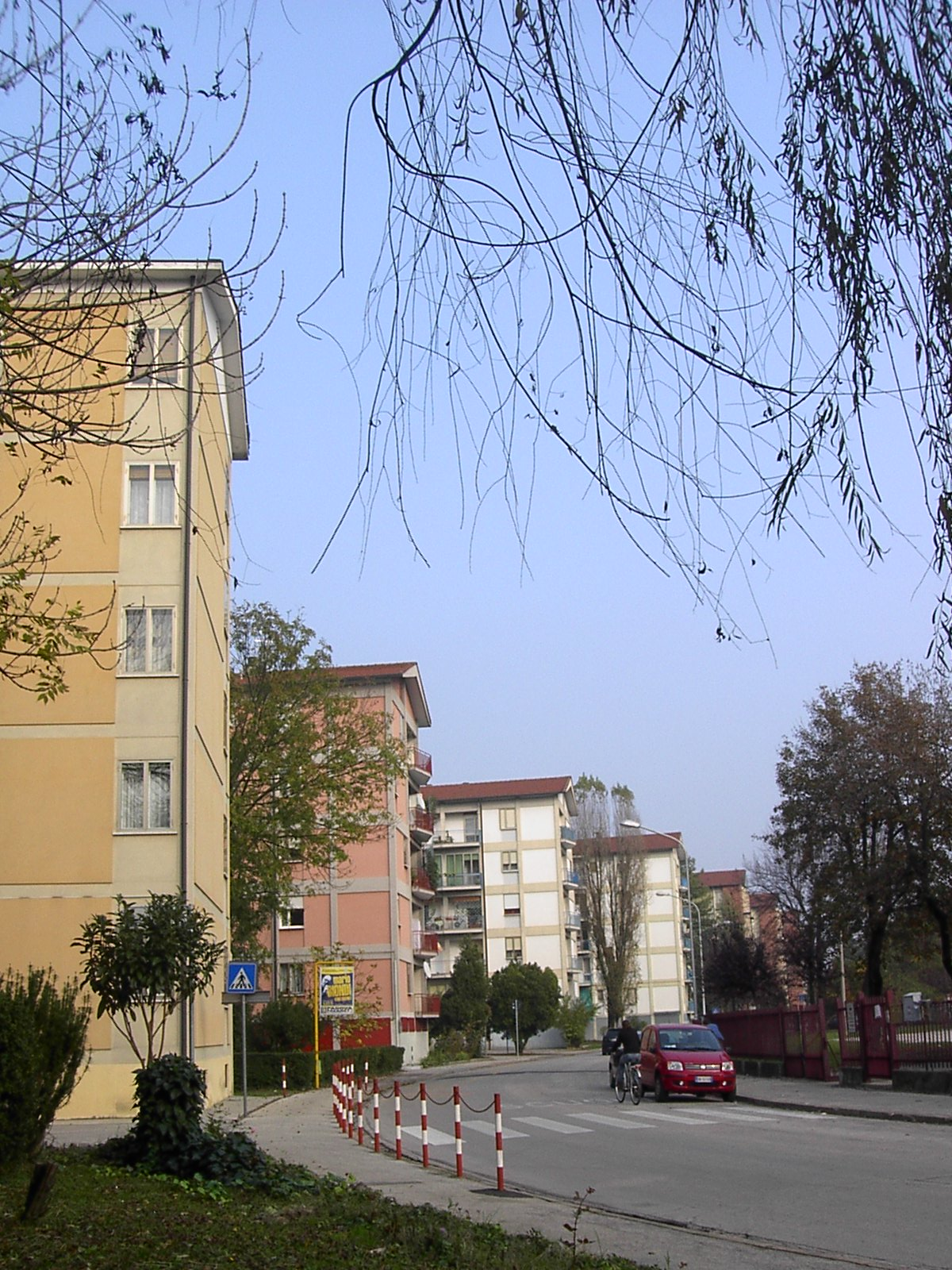
Palazzi a nord
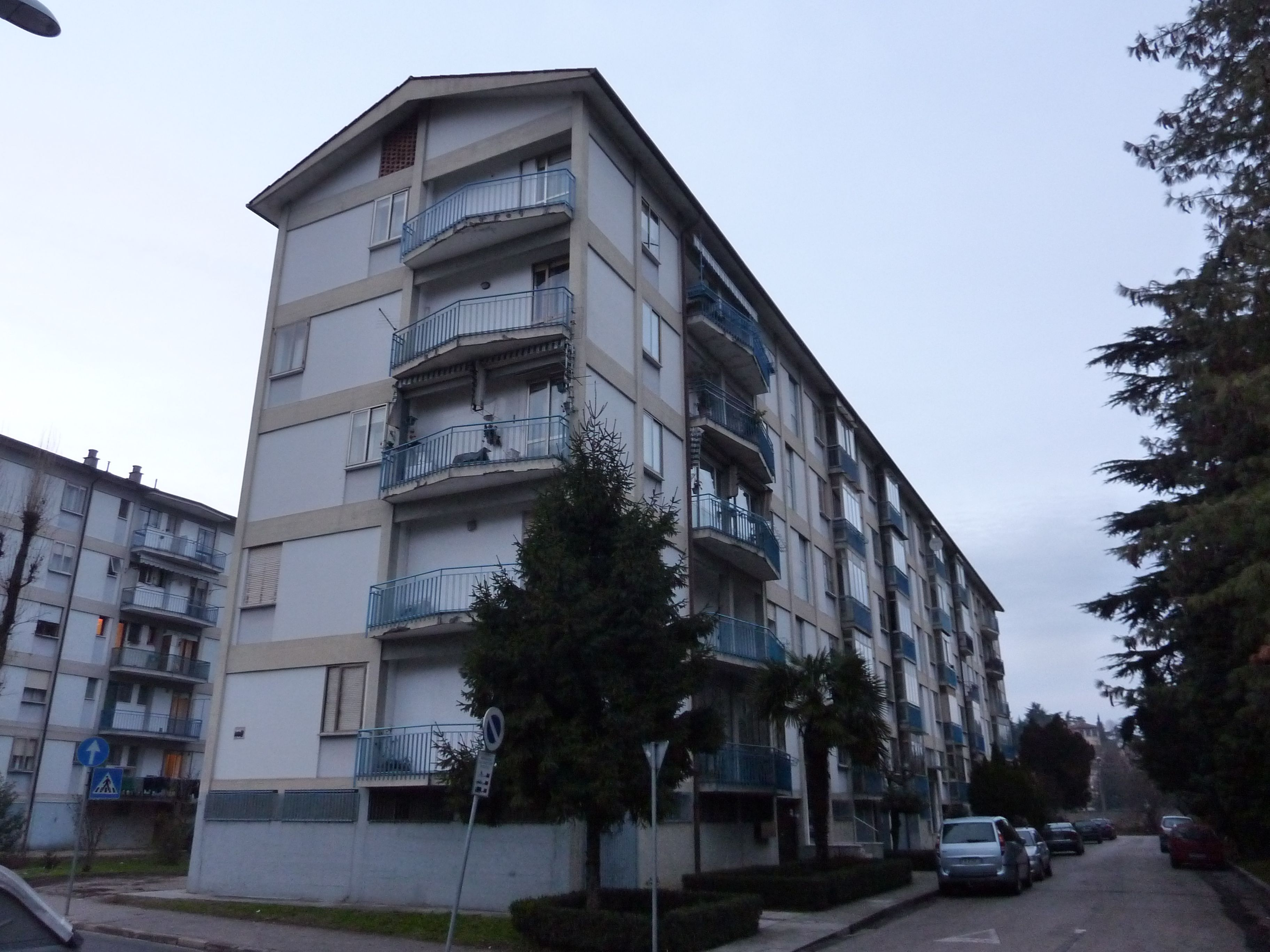
Palazzi a nord
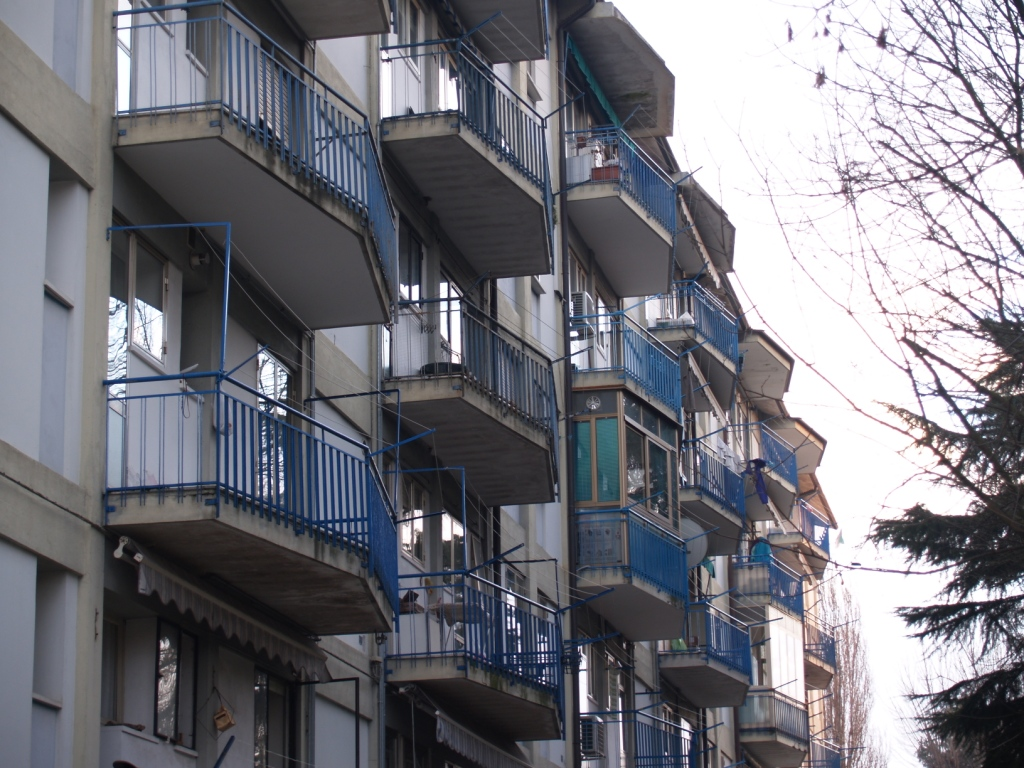
Palazzi a nord
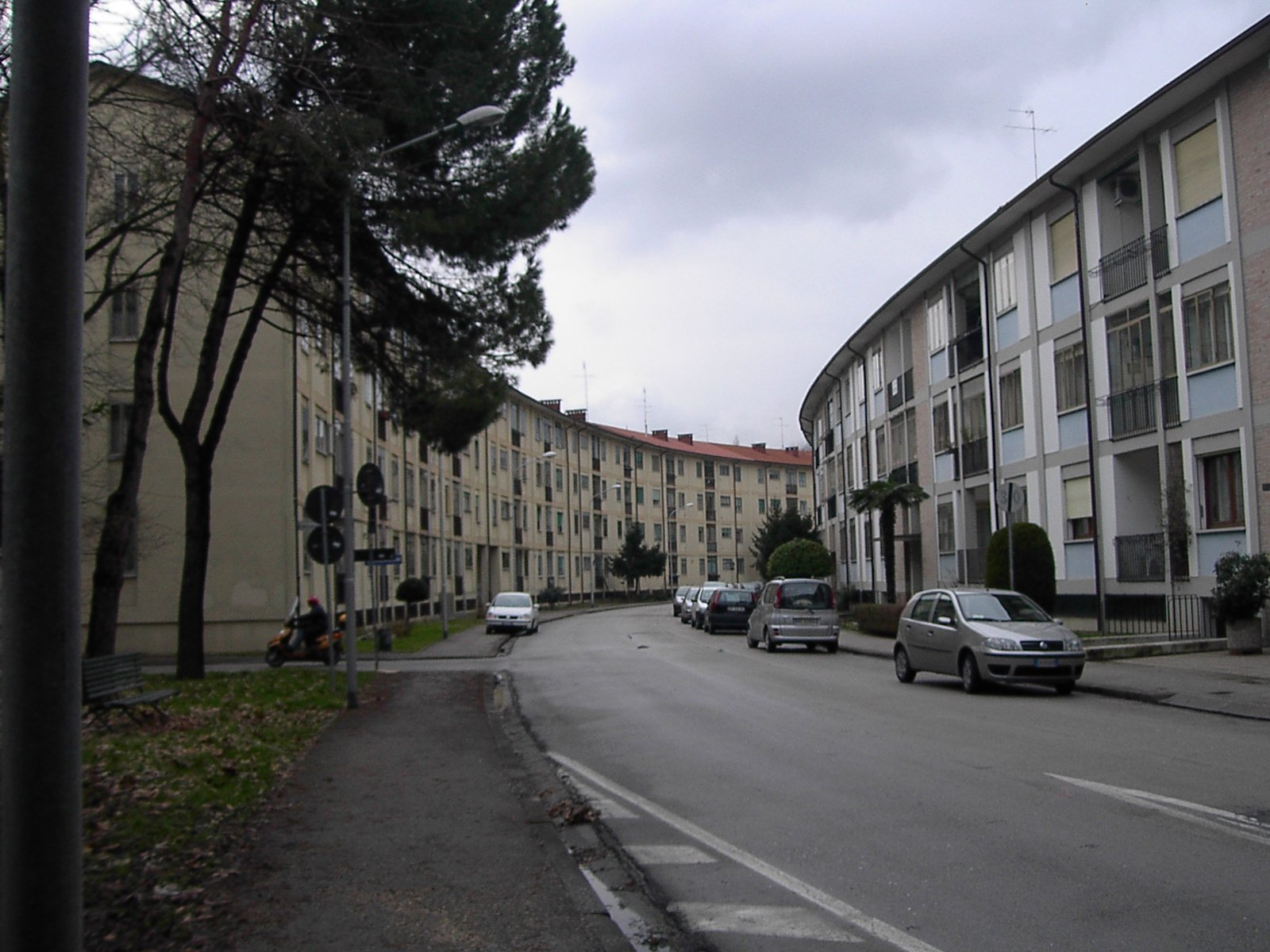
Curve a sud
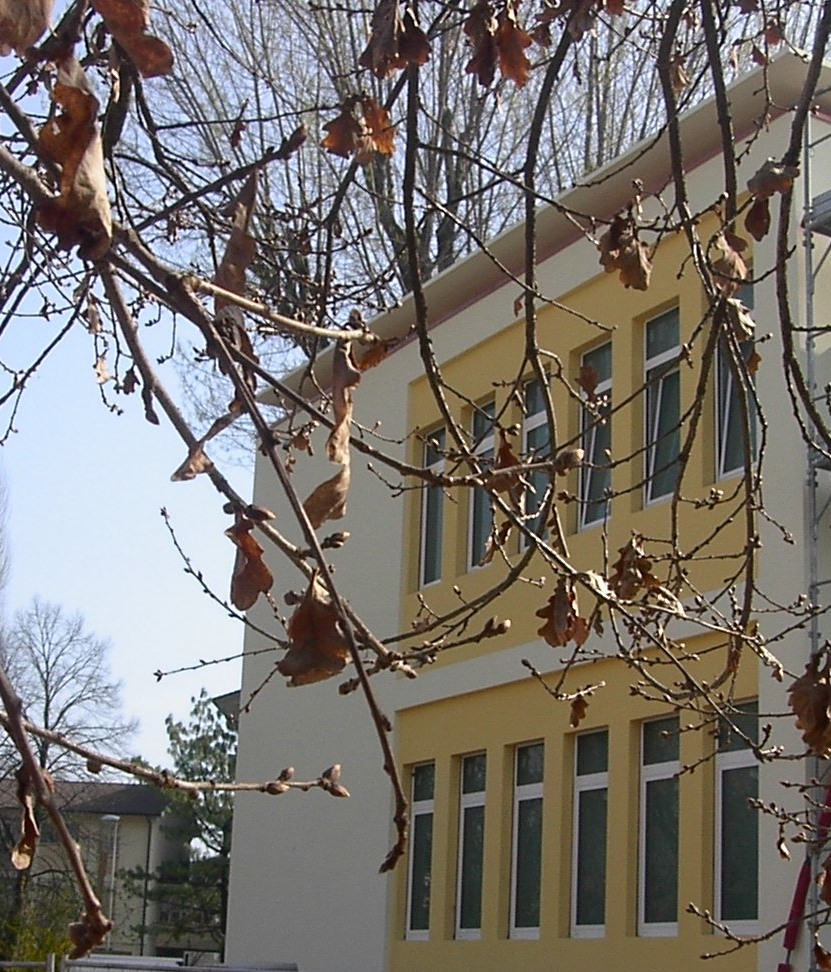
La scuola C. Colombo
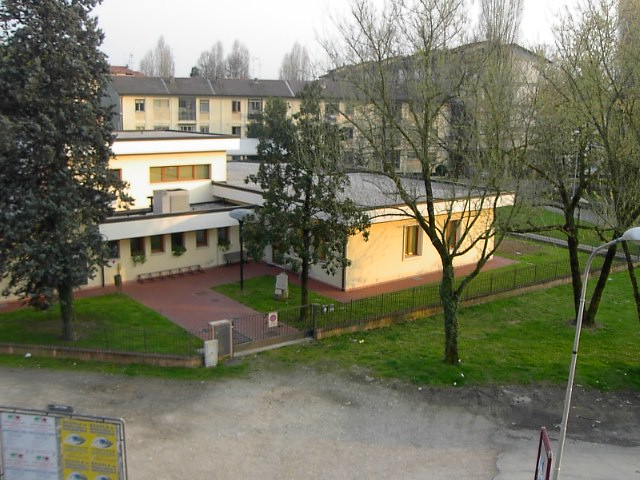
Il Centro socio-culturale
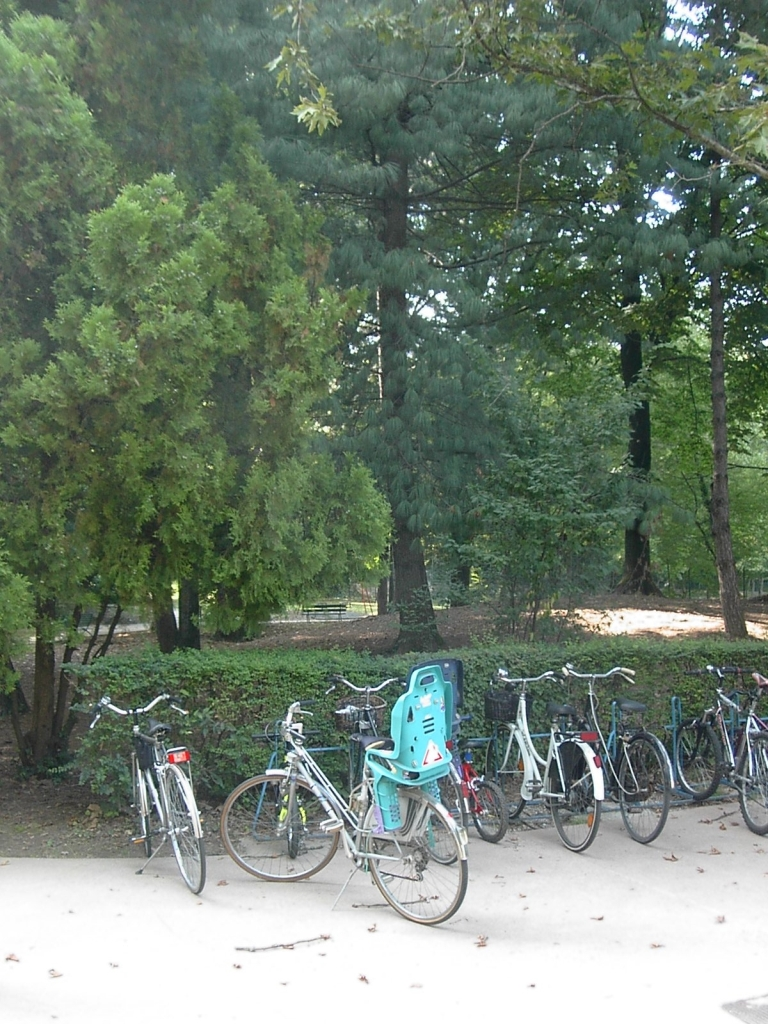
Ingresso al parco giochi
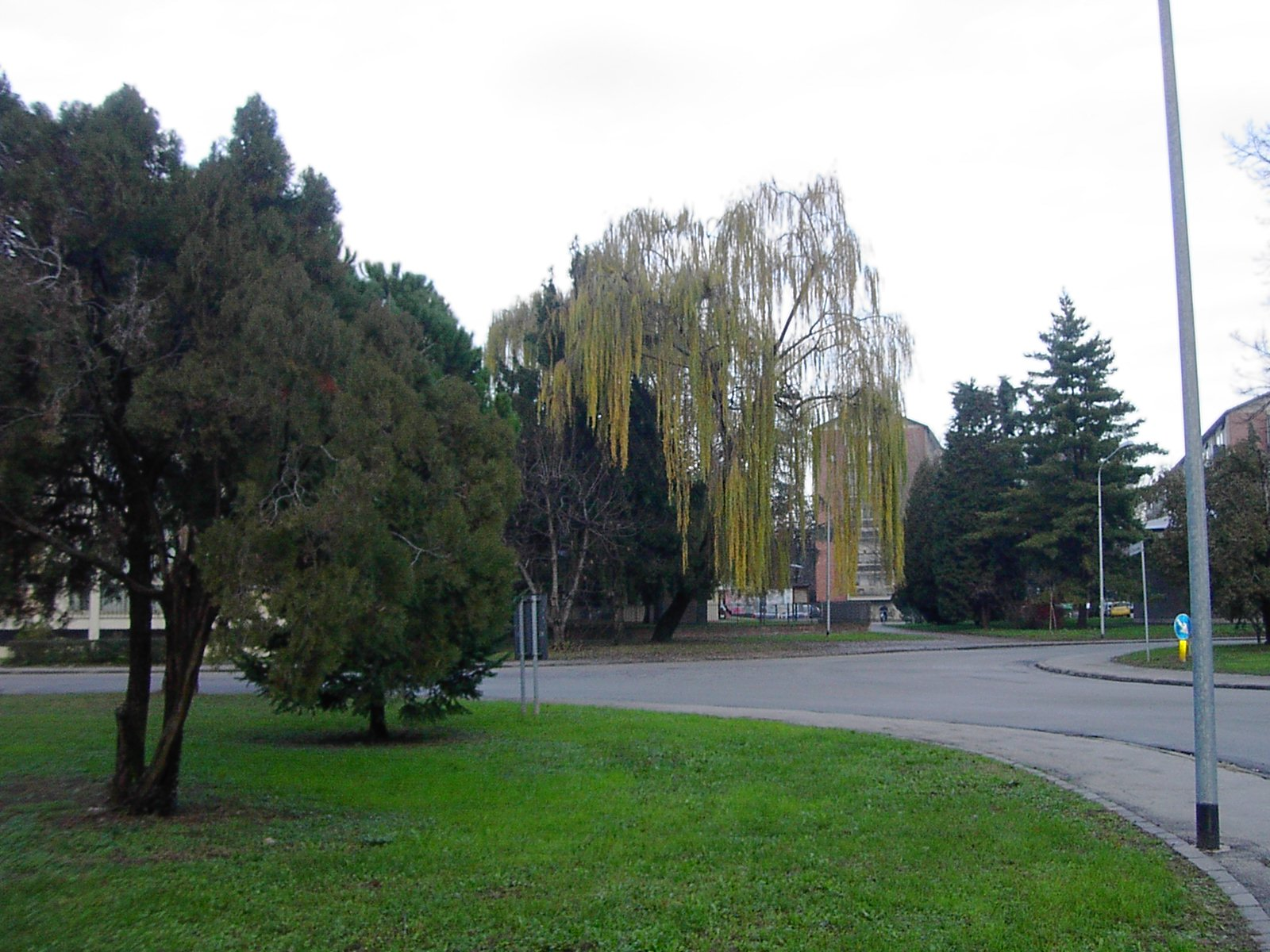
Verde al centro del Villaggio

## La chiesa a tenda
La chiesa di san Carlo al Villaggio del Sole è stata inaugurata il 7 ottobre 1962, due anni dopo il quartiere. Il progetto è di Sergio Ortolani (capo progettista anche del Villaggio del Sole), di Sergio Musmeci e di Antonio Cattaneo ed è stato approvato con lode dalla Pontificia Commissione Centrale per l'Arte Sacra in Italia.

### Significato, forma e struttura dell'edificio
«La chiesa mostra il suo significato (comunità, collaborazione, coesione …) attraverso la forma (pianta centrale, mancanza di facciata tradizionale, centralità dell'altare, forma avvolgente , tetto a “tenda” …) declinata dalla struttura (“spira mirabilis”, minimo strutturale , coesione di elementi “discreti”/distinti)»
San Carlo è una chiesa quasi circolare, adatta a esprimere il significato di casa del popolo celebrante, della comunità, dell'assemblea, cioè una domus ecclesiae, piuttosto che una domus Dei di forma allungata, a croce latina, di tipo basilicale.
La chiesa è caratterizzata dal tetto a tenda, sostenuto da una ‘ragnatela’ di nervature a spirale logaritmica, a tre dimensioni. Il reticolo è formato da 3 fasci di 6, 18 e di 24 spirali ‘a vista’ che danno luogo a 141 nodi e ad un alto numero di triangoli equiangolari, via via più piccoli e leggeri salendo di quota. Il progetto architettonico è dell'ing. Sergio Musmeci, i calcoli strutturali sono dell'ing. Luciano Maggi di Vicenza (1927 - 2001). Sulla “Spira Mirabilis” si basano anche la pianta dell'edificio, i muri perimetrali, la distanza dei pilastrini, la distanza delle fughe delle pietre di rivestimento interno dei muri.

### Essenzialità
La cultura minimalista in cui è nata l'opera "rifiuta" lo spettacolare e domanda un'attenzione alle molte concordanze e ripetizioni tenute sommesse, sotto tono, a disposizione di chi guarda con cura; domanda interesse alla essenzialità elegante del progetto

### Galleria d'immagini

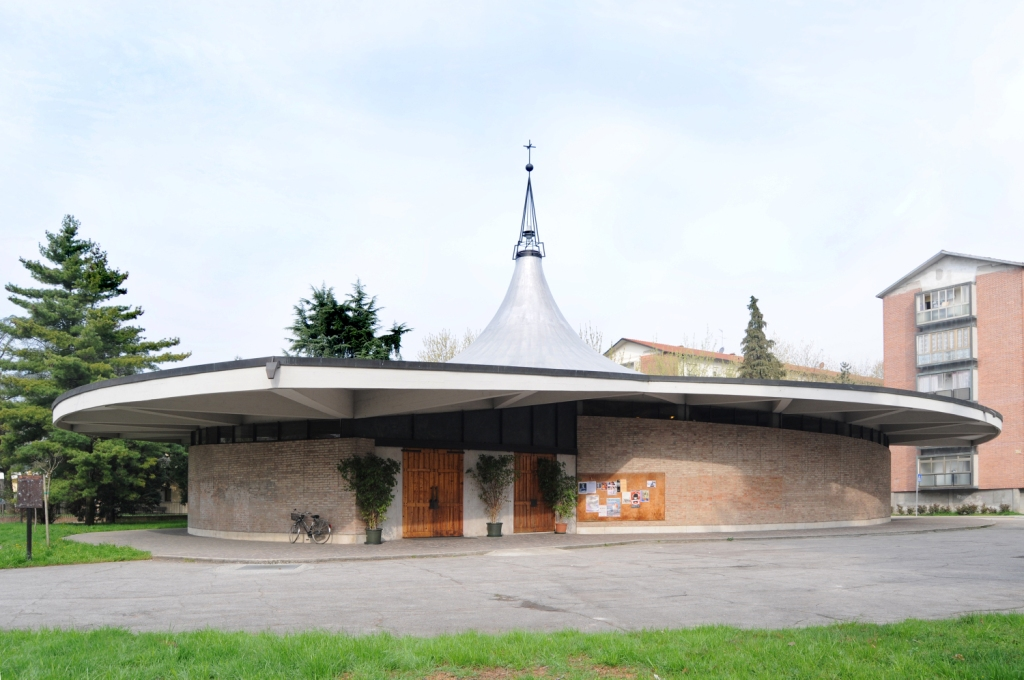
Chiesa-tenda ingresso est
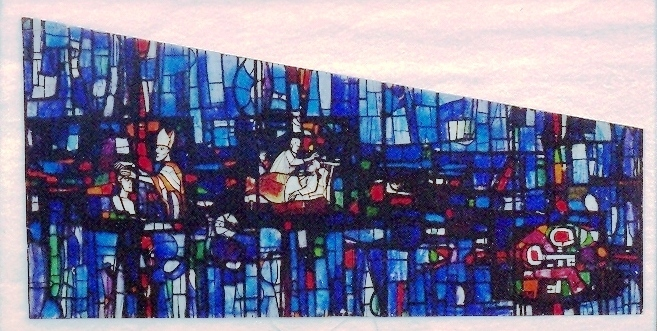
Vetrata
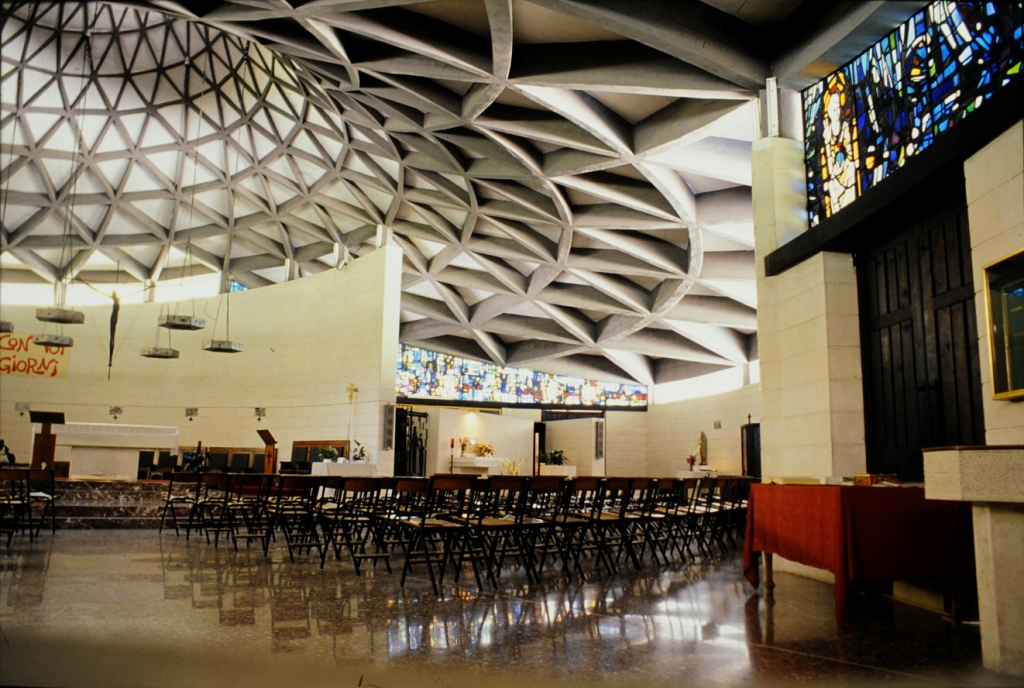
Interno
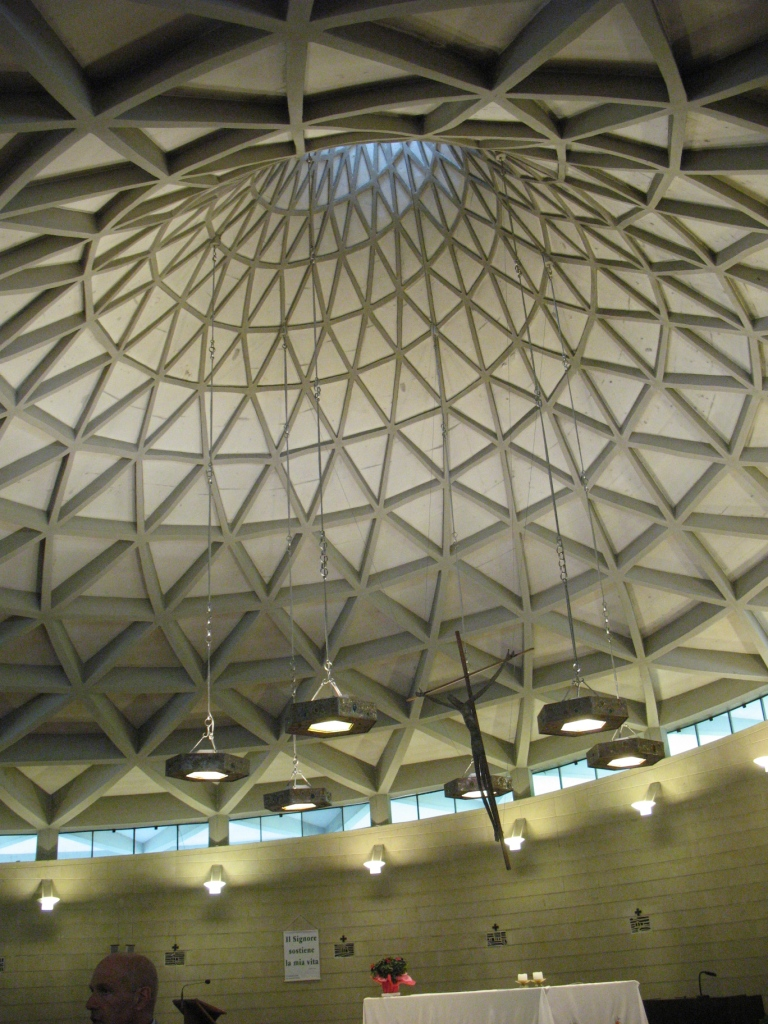
Tetto a spirali
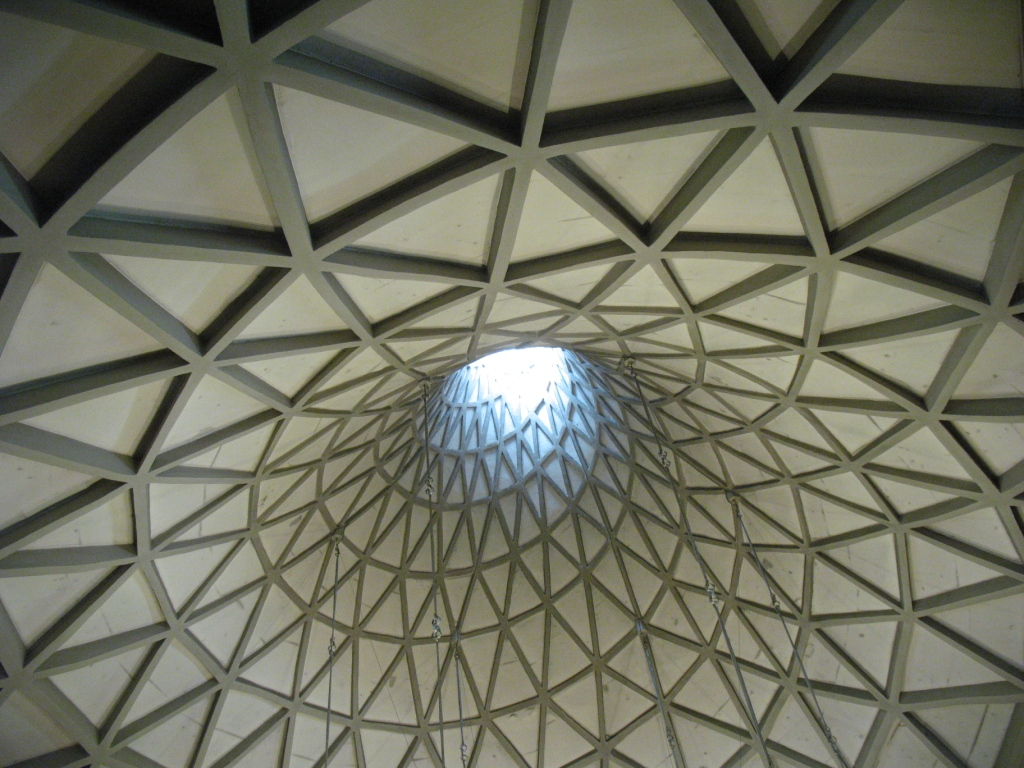
Spirali e culmine del tetto
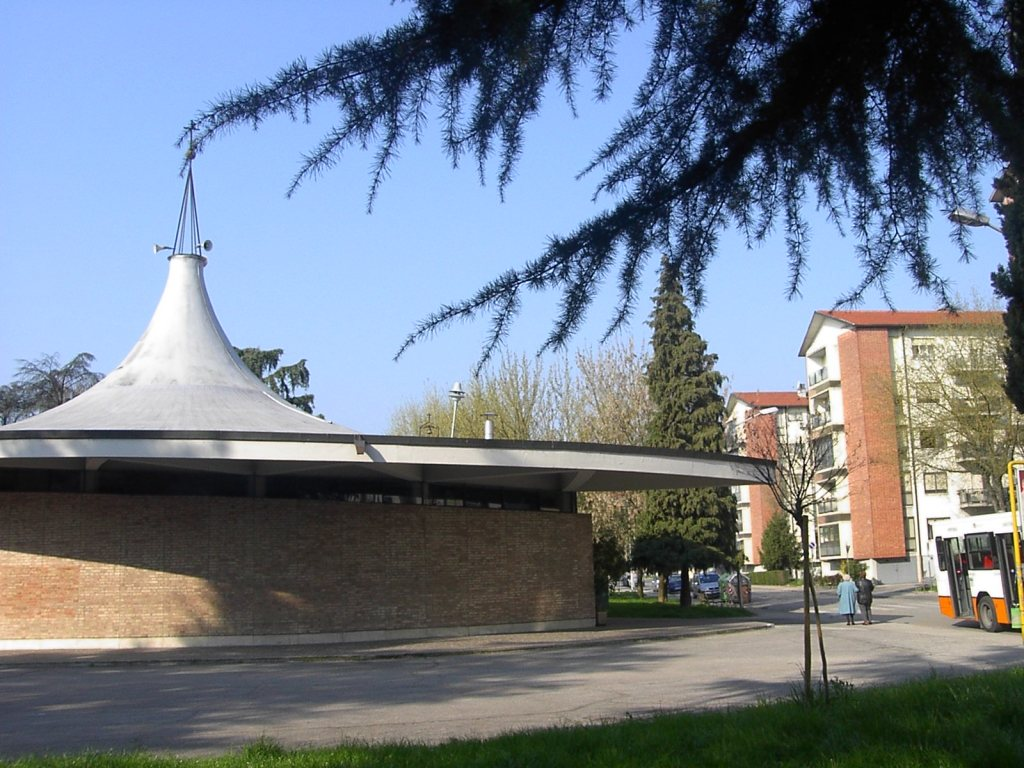
San Carlo lato sud